# Петрово (Ферзиковський район)
Петрово (рос. Петрово) — присілок в Ферзиковському районі Калузької області Російської Федерації.
Населення становить 16 осіб. Входить до складу муніципального утворення Бебелевська сільрада.

## Історія
Від 2004 року входить до складу муніципального утворення Бебелевська сільрада

## Населення
| 2002 | 2010 | 2011 |
| ---- | ---- | ---- |
| 17   | ↘8   | ↗16  |